# 肿块芽胞杆菌属
肿块芽胞杆菌属（学名：Tuberibacillus），是芽孢乳杆菌科下的一个属。 

## 下属分类
- 热生肿块芽胞杆菌 Tuberibacillus calidus Hatayama et al. 2006